# B4GALT4
B4GALT4 (англ. Beta-1,4-galactosyltransferase 4) – білок, який кодується однойменним геном, розташованим у людей на короткому плечі 3-ї хромосоми. Довжина поліпептидного ланцюга білка становить 344 амінокислот, а молекулярна маса — 40 041.
| 10         |  | 20         |  | 30         |  | 40         |  | 50         |
| ---------- |  | ---------- |  | ---------- |  | ---------- |  | ---------- |
| MGFNLTFHLS |  | YKFRLLLLLT |  | LCLTVVGWAT |  | SNYFVGAIQE |  | IPKAKEFMAN |
| FHKTLILGKG |  | KTLTNEASTK |  | KVELDNCPSV |  | SPYLRGQSKL |  | IFKPDLTLEE |
| VQAENPKVSR |  | GRYRPQECKA |  | LQRVAILVPH |  | RNREKHLMYL |  | LEHLHPFLQR |
| QQLDYGIYVI |  | HQAEGKKFNR |  | AKLLNVGYLE |  | ALKEENWDCF |  | IFHDVDLVPE |
| NDFNLYKCEE |  | HPKHLVVGRN |  | STGYRLRYSG |  | YFGGVTALSR |  | EQFFKVNGFS |
| NNYWGWGGED |  | DDLRLRVELQ |  | RMKISRPLPE |  | VGKYTMVFHT |  | RDKGNEVNAE |
| RMKLLHQVSR |  | VWRTDGLSSC |  | SYKLVSVEHN |  | PLYINITVDF |  | WFGA       |

A: Аланін

C: Цистеїн

D: Аспарагінова кислота

E: Глутамінова кислота

F: Фенілаланін

G: Гліцин

H: Гістидин

I: Ізолейцин

K: Лізин

L: Лейцин

M: Метіонін

N: Аспарагін

P: Пролін

Q: Глутамін

R: Аргінін

S: Серин

T: Треонін

V: Валін

W: Триптофан

Кодований геном білок за функціями належить до трансфераз, глікозилтрансфераз. 
Задіяний у такому біологічному процесі як поліморфізм. 
Білок має сайт для зв'язування з іонами металів, іоном марганцю. 
Локалізований у мембрані, апараті гольджі.